# Laboratorul groazei: Ultima confruntare
Laboratorul groazei: Ultima confruntare (titlu original: Watchers Reborn, cunoscut și ca Laboratorul groazei 4, în engleză: Watchers 4) este un film american SF de groază din 1998 regizat de John Carl Buechler după un scenariu de Sean Dash bazat pe un roman omonim de Dean Koontz. Rolurile principale au fost interpretate de actorii Mark Hamill, Lisa Wilcox și Stephen Macht. Este o continuare a filmului Laboratorul groazei din 1988 regizat de Jon Hess.

## Prezentare
De când și-a pierdut soția și fiul într-un incendiu devastator, detectivul Jack Murphy (Mark Hamill) a rătăcit prin viață ca într-o ceață. Dar el este forțat să-și înfrunte amintirile terifiante când partenerul său Gus este ucis misterios. Ucis într-un mod prea brutal pentru a fi un criminal uman, prea inteligent pentru a fi animal, singurele indicii ale morții lui Gus sunt un Golden Retriever vagabond și dr. Grace Hudson (Lisa Wilcox), frumoasa savantă care îl caută.
Dr. Hudson îi spune lui Jack că Einstein, câinele, este de fapt jumătate dintr-un experiment guvernamental super-secret. Cu un IQ de 140, câinele a fost proiectat ca un tracker pentru o mașină de ucidere modificată genetic cunoscută sub numele de Outsider. Jack și Grace trebuie să-l împiedice pe Outsider să ucidă din nou, în timp ce îi împiedică pe Lem Johnson (Stephen Macht), un pitbull, și NSA să încheie experimentul... ucigând pe toți cei care au cunoștință despre existența lui. Dar cum oprești o creatură predestinată genetic pentru crimă?

## Distribuție
- Mark Hamill - Detectiv Jack Murphy
- Lisa Wilcox - Dr. Grace Hudson
- Stephen Macht - Lem Johnson
- Gary Collins - Gus Brody